# Kanton Beine-Nauroy
Beine-Nauroy is een voormalig kanton van het Franse departement Marne. Het kanton maakte deel uit van het arrondissement Reims.
Het werd opgeheven bij decreet van 21 februari 2014 met uitwerking in maart 2015.

## Gemeenten
Het kanton Beine-Nauroy omvatte de volgende gemeenten:
- Aubérive
- Beine-Nauroy (hoofdplaats)
- Berru
- Bétheniville
- Cernay-lès-Reims
- Dontrien
- Époye
- Nogent-l'Abbesse
- Pontfaverger-Moronvilliers
- Prosnes
- Prunay
- Saint-Hilaire-le-Petit
- Saint-Martin-l'Heureux
- Saint-Masmes
- Saint-Souplet-sur-Py
- Selles
- Vaudesincourt